# Aron Katyk
Aron Katyk, ros. Арон Ильич Катык, kar. Sariban-Katyk (ur. 7 maja 1883 w Eupatorii, zm. 20 maja 1942 w Leningradzie) – karaimski twórca i działacz społeczny, pierwszy hazzan z wyższym wykształceniem teologicznym, zwierzchnik karaimskiej wspólnoty w Moskwie. 
Urodził się jako syn nauczyciela midraszu (szkoły karaimskiej). Nauki pobierał w szkole duchownej karaimów im. Aleksandra II, m.in. u Ilii Kazasa. Od 1902 do 1904 roku pracował jako nauczyciel midraszu w Sewastopolu. 
W 1911 roku ukończył studia na Uniwersytecie Noworosyjskim w Odessie jako doktor filologii I stopnia. Po powrocie z Odessy stanął na czele karaimskiej wspólnoty w Teodozji jako starszy hazzan, nauczał też w lokalnej szkole (1912–16). W 1916 roku zamieszkał w Eupatorii, gdzie pracował w karaimskim seminarium aleksandrowskim, pełnił godność młodszego hazzana w lokalnej wspólnocie oraz włączył się w prace Zarządu Duchownego Karaimów Taurydy i Odessy. W latach 1917–18 był m.in. redaktorem biuletynu prasowego tej organizacji. 
Na początku lat dwudziestych znalazł się w Moskwie - od 1922 do 1928 roku służył tam jako starszy hazzan, pracował w szkole karaimskiej i wydawnictwach "Politkatorżan" i "Siewiernaja Azija". W 1932 roku wraz z rodziną wyjechał do Leningradu, gdzie nauczał matematyki w lokalnych szkołach oraz pracował jako korektor w wydawnictwach "Mołodaja gwardija" i "Chudożestwiennaja litieratura". Wykładał też łacinę w Leningradzkim Instytucie Prawa. 
Umarł w 1942 roku podczas blokadyLeningradu z głodu i wyczerpania. 

## Twórczość
W 1911 roku napisał dla czasopisma "Karaimskaja żizń" "Zapiski midrasznika" i opowiadanie "Uczitiel", tworzył żartobliwe wiersze (m.in. "Sułtan Tota - tietuszka Tota", bardzo popularny wśród krymskich karaimów), satyry ("Zapiski żenicha") oraz poważną poezję, m.in. poświęconą pamięci duchownego Kazasa. Napisał też nigdy nie opublikowaną powieść "Musa Burma" - kontynuację "Zapisek...". 
W 1912 roku wydał swoją pierwszą sztukę "Kto praw" ("Kto ma rację?") opisującą konflikt pokoleń, w utworach scenicznych "Alyszmagan baszka kałpak jaraszmaz" ("Na niepriwycznuju gołowu szapka nie leziet") i "Jany jaka sieki ton" ("Nowyj worotnik k staroj szubie") dotyka kwestii przyjmowania przez lokalne społeczności (w tym karaimów) zachodnich mód i zwyczajów. 
W 1918 roku napisał komedię "Jaddes", która była wystawiona w eupatoryjskiej szkole duchownej i cieszyła się dużą popularnością wśród krymskich karaimów. Stworzona w 1923 roku sztuka "Aczłyk" dotyka problemu głodu w południowej Ukrainie po rewolucji październikowej, w wyniku którego zginęła część rodziny Katyka.